# Kilvoträsken (Jokkmokks socken, Lappland, 737755-172601)
Kilvoträsken är en sjö i Jokkmokks kommun i Lappland och ingår i Luleälvens huvudavrinningsområde. Sjön har en area på 0,0562 kvadratkilometer och ligger 189,9 meter över havet. Kilvoträsken ligger i Rappomyran Natura 2000-område.

## Delavrinningsområde
Kilvoträsken ingår i det delavrinningsområde (737837-172480) som SMHI kallar för Utloppet av Kilvoträsken. Medelhöjden är 214 meter över havet och ytan är 2,43 kvadratkilometer. Det finns inga avrinningsområden uppströms utan avrinningsområdet är högsta punkten. Vattendraget som avvattnar avrinningsområdet har biflödesordning 3, vilket innebär att vattnet flödar genom totalt 3 vattendrag innan det når havet efter 143 kilometer. Avrinningsområdet består mestadels av skog (76 procent) och sankmarker (21 procent). Avrinningsområdet har 0,06 kvadratkilometer vattenytor vilket ger det en sjöprocent på 2,3 procent.